# 正官庄
正官庄（せいかんしょう、정관장）とは、KT&Gグループの韓国人参公社が製造する高麗人参（朝鮮人参・オタネニンジン）食品である。韓国市場では紅参（高級な高麗人参）の売り上げの81％を正官庄が占める。

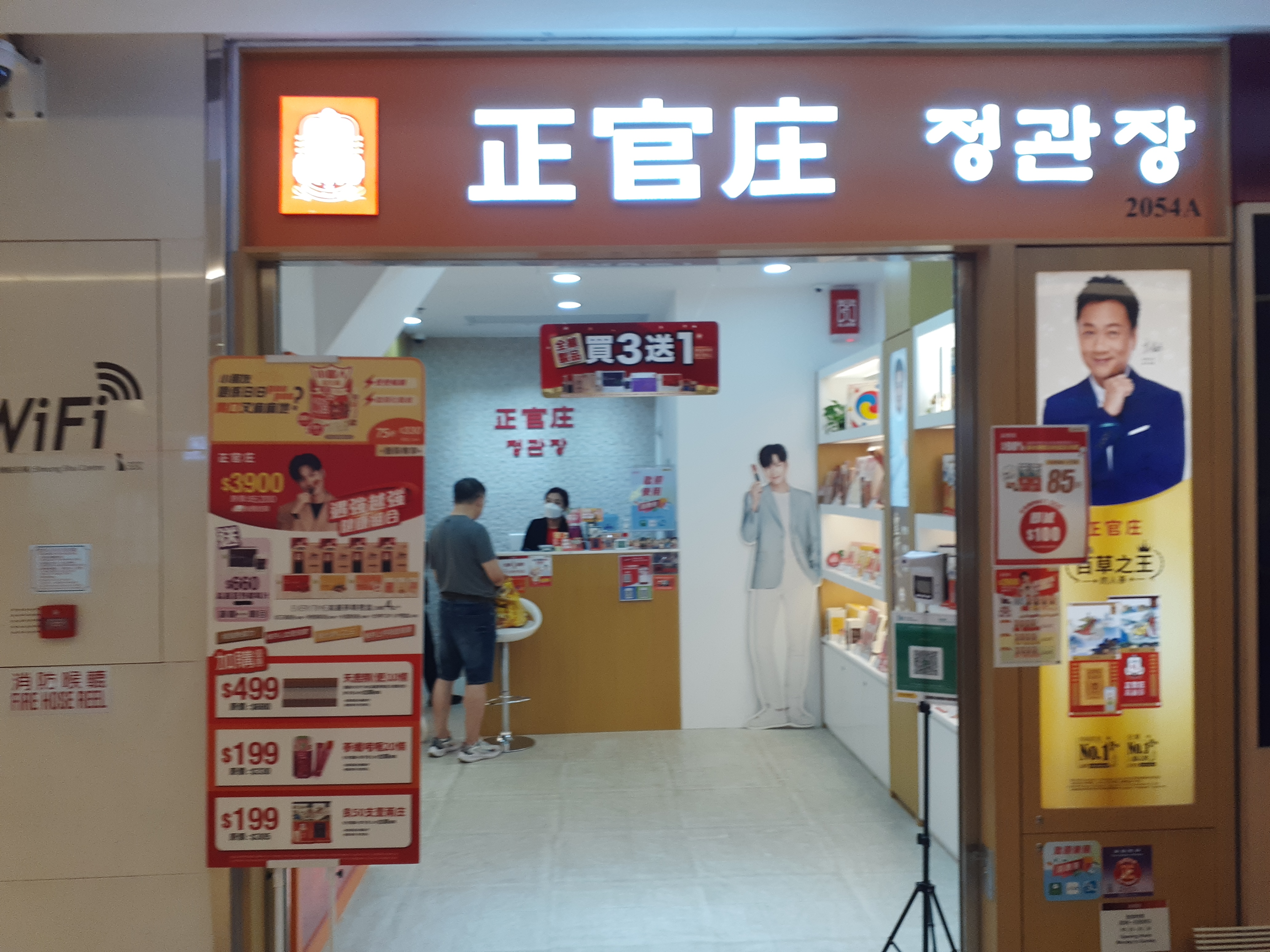
香港の正官庄アンテナショップ

20世紀に入り、政府が高麗人参を専売品として製造・流通したことにより、偽造・類似品が市場に出回ったため、「本物」の意味を持つ「正官庄」で呼ばれ、それがブランドの名前として定着した。現在、正官庄人参は韓国の健康食品全体の12％、そして単一品目としては最も高いシェアを占め、韓国を代表するブランドとして、韓国国内のみならず、観光客からも人気が高い。
糖尿病等の血糖コントロールや脳梗塞の予防等への効果が研究されている。
製造元の韓国人参公社は1999年に民営化した元公社である。正官庄杯世界女子囲碁最強戦は同社が後援して「正官庄」の名を冠する。

## CM
2012年1月12日、韓国人蔘公社ジャパンは設立記念発表会においてペ・ヨンジュンをイメージキャラクターに起用したことを発表。
同年1月16日、正官庄公式サイトにおいてCM映像を公開。また、民放三局（フジテレビ･日本テレビ･テレビ朝日）では1月29日までの期間限定放送。